# Timrå (gemeente)
Timrå is een Zweedse gemeente in de provincie Västernorrlands län. Ze heeft een totale oppervlakte van 1241,8 km² en telde 17.859 inwoners in 2004.

## Plaatsen
- Timrå (plaats)
- Söråker
- Bergeforsen
- Stavreviken
- Ljustorp
- Horsta
- Ri
- Laggarberg
- Lunde (westelijk deel)